# Eenhoornmestkever
De eenhoornmestkever (Copris lunaris) is een kever uit de familie bladsprietkevers (Scarabaeidae). De wetenschappelijke naam van de soort werd als Scarabaeus lunaris in 1758 gepubliceerd door Carl Linnaeus.

## Beschrijving
De mannetjes zijn gemakkelijk te herkennen aan de grote, doornachtige stekel op de voorzijde van de kop, die bij de vrouwtjes veel kleiner is. Deze wordt niet gebruikt voor de verdediging, maar dient bij mannetjes om geslachtsgenoten te imponeren of omver te duwen in het gevecht om een vrouwtje. De lengte varieert van 16 tot 24 millimeter, waarmee de soort groter wordt dan de gewone mestkever (Geotrupes stercorarius) en de voorjaarsmestkever (Geotrupes vernalis). De kleur is zeer donkerbruin tot diepzwart. Beide seksen hebben een sterk gewelfd hallschild, met twee zijwaarts wijzende stekel-achtige bulten aan de voorzijde. De poten zijn behaard en dragen sporen, ook aan de onderzijde is een bruine beharing aanwezig.

## Algemeen
De eenhoornmestkever wordt vooral gevonden bij mest van runderen, soms ook wel die van paarden. De soort prefereert meer droge omgevingen als weiden, en komt in Nederland alleen nog zeldzaam voor in Limburg, in België is de mestkever wat algemener.

## Ontwikkeling
De voortplanting is een hele toer; mannetjes brengen mest naar de diepe nestkamers, waar het vrouwtje deze tot balletjes rolt en in elk nestkamertje een ei legt, ongeveer 7 tot 8 per nest. Het vrouwtje kent een complexe vorm van broedzorg en blijft ondergronds tot de larven zich hebben ontwikkeld. Niet alleen bewaakt zij het nest, ook worden de mestballen in goede conditie gehouden en worden de larven van andere mestkeversoorten gedood. De larven scheiden een geurstof af waaraan het vrouwtje ze herkent; de mestballetjes van eventuele dode larven worden niet meer verzorgd.